# Swedeltaco
SweDeltaco AB är en svensk tillverkare av olika tillbehör som nätverkskablar och smartphonefodral som marknadsförs under varunamnen Deltaco, Streetz och Nordic Home Culture. SweDeltaco AB är även en importör och distributör.
Företaget grundades 1991 i Ludvika och flyttade 1993 till Stockholm. Det är sedan 2011 listat på First North.